# Il colpo segreto di d'Artagnan
Il colpo segreto di d'Artagnan è un film del 1962 diretto da Siro Marcellini.

## Trama
1632: il cardinale Richelieu incarica d'Artagnan e Porthos di scoprire gli artefici di un complotto organizzato contro il re di Francia. D'Artagnan e Porthos scoprono il nascondiglio dei congiurati, i due moschettieri sconfiggono i congiurati con una serie di duelli.